# Ashcroft
Pour les articles homonymes, voir Ashcroft (homonymie).
Ashcroft est un village canadien de la Colombie-Britannique située dans le district régional de Thompson-Nicola.

## Situation
La rivière Thompson traverse le village d'Ashcroft.

## Économie
La mine de cuivre Highland Valley Copper Mine est située à environ 45 km d'Ashcroft. Il s'agit de la deuxième plus grande mine de cuivre à ciel ouvert en Amérique du Nord. L'économie, historiquement, fut centrée autour de cette mine, du chemin de fer Canadien Pacifique et des ranchs.

## Climat
| Mois                                  | jan.       | fév.       | mars       | avril     | mai       | juin      | jui.      | août     | sep.      | oct.      | nov.       | déc.       | année            |
| ------------------------------------- | ---------- | ---------- | ---------- | --------- | --------- | --------- | --------- | -------- | --------- | --------- | ---------- | ---------- | ---------------- |
| Température minimale moyenne (°C)     | −7,3       | −4,1       | −0,6       | 2,9       | 7,2       | 11,4      | 13,7      | 13,5     | 8,9       | 4,2       | −1         | −5,4       | 3,6              |
| Température moyenne (°C)              | −3,9       | −0,1       | 4,7        | 9,3       | 13,9      | 18        | 20,8      | 20,5     | 15,2      | 9,2       | 2,2        | −2,5       | 8,9              |
| Température maximale moyenne (°C)     | −0,5       | 4          | 10         | 15,8      | 20,7      | 24,6      | 28        | 27,6     | 21,6      | 14,2      | 5,4        | 0,4        | 14,3             |
| Record de froid (°C) date du record   | −24,4 2012 | −21,7 2019 | −16,8 2011 | −8,1 2020 | −0,6 2013 | 4,5 2016  | 8,5 2011  | 6,1 2010 | 1,7 2010  | −5 2021   | −21,1 2014 | −28,8 2021 | −28,8 27/12/2021 |
| Record de chaleur (°C) date du record | 13,8 2020  | 16 2016    | 24,5 2016  | 31,3 2016 | 34,6 2019 | 48,1 2021 | 41,7 2014 | 41 2018  | 36,3 2011 | 26,3 2012 | 23,7 2016  | 15,6 2021  | 48,1 29/6/2021   |
| Précipitations (mm)                   | 39         | 23         | 15         | 15        | 20        | 26        | 25        | 27       | 27        | 25        | 34         | 41         | 317              |
| Nombre de jours avec précipitations   | 9          | 6          | 7          | 6         | 7         | 7         | 5         | 5        | 6         | 8         | 10         | 9          | 85               |
| Humidité relative (%)                 | 77         | 75         | 67         | 57        | 51        | 51        | 44        | 45       | 57        | 72        | 77         | 76         | 62               |

| Diagramme climatique                                  |         |          |           |           |            |          |            |           |           |         |           |
| J                                                     | F       | M        | A         | M         | J          | J        | A          | S         | O         | N       | D         |
| −0,5−7,339                                            | 4−4,123 | 10−0,615 | 15,82,915 | 20,77,220 | 24,611,426 | 2813,725 | 27,613,527 | 21,68,927 | 14,24,225 | 5,4−134 | 0,4−5,441 |
| Moyennes : • Temp. maxi et mini °C • Précipitation mm |         |          |           |           |            |          |            |           |           |         |           |

## Démographie
| 2001  | 2006  | 2011  | 2016  |
| ----- | ----- | ----- | ----- |
| 1 814 | 1 664 | 1 628 | 1 558 |

## Galerie photos

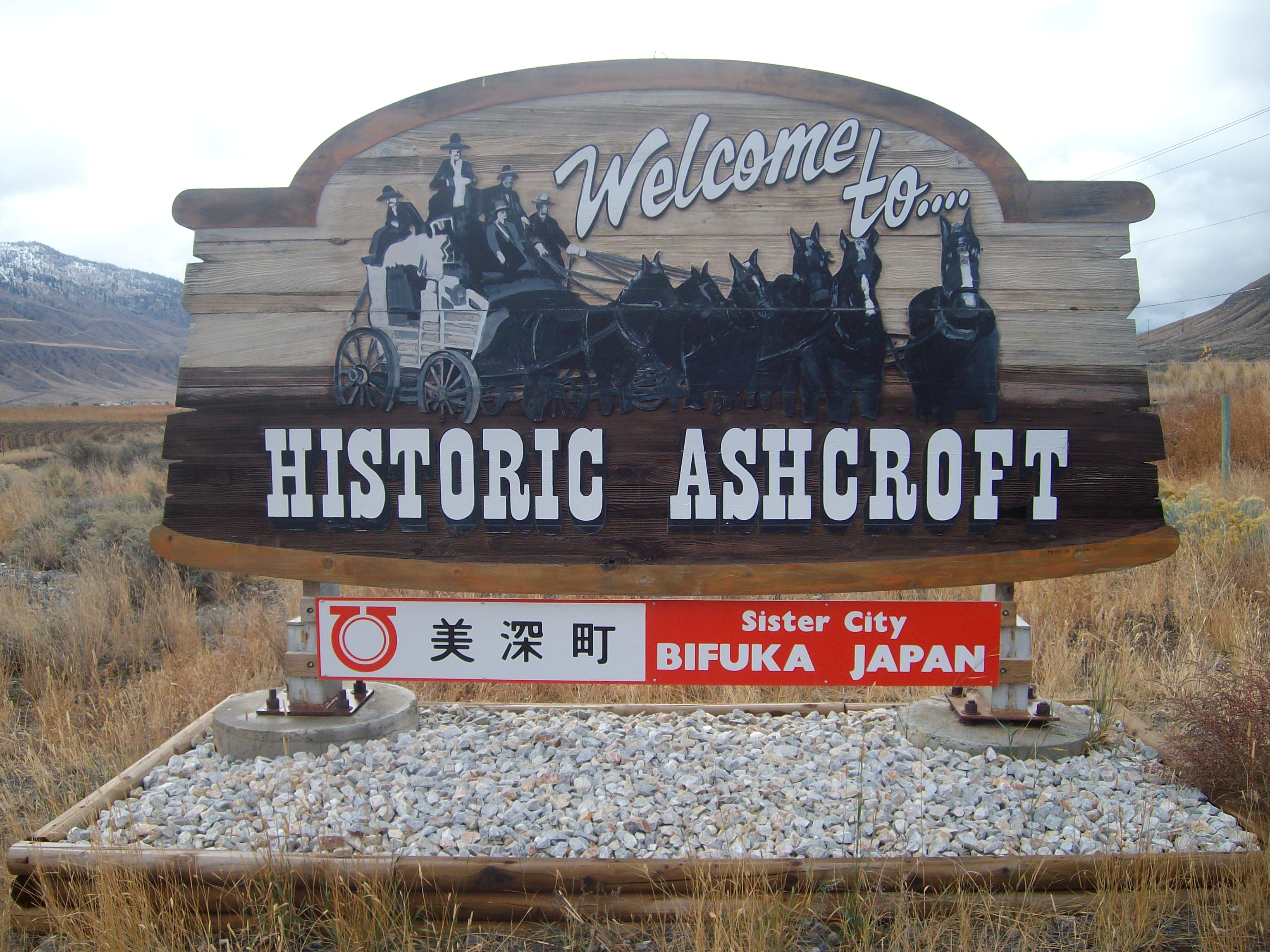
Signe de bienvenue
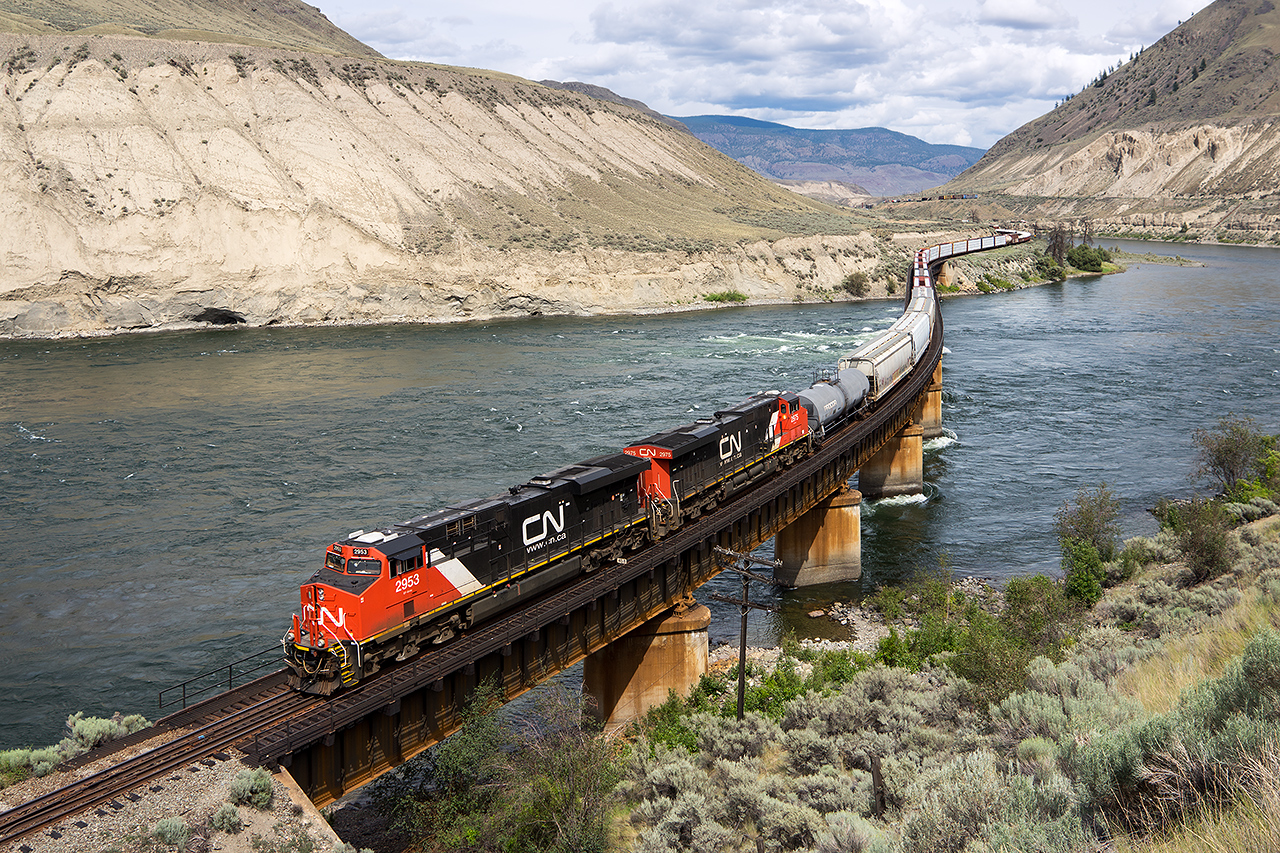
Locomotive diesel ES44AC sur le pont ferroviaire sur la rivière Thompson